# Olympische Sommerspiele 2004/Leichtathletik – 200 m (Männer)
Der 200-Meter-Lauf der Männer bei den Olympischen Spielen 2004 in Athen wurde am 24., 25. und 26. August 2004 im Olympiastadion Athen ausgetragen. 54 Athleten nahmen teil.
Die US-Mannschaft erzielte einen dreifachen Erfolg. Shawn Crawford gewann vor Bernard Williams und Justin Gatlin.
Mit Sebastian Ernst, Till Helmke und Tobias Unger gingen drei deutsche Sprinter an den Start. Helmke schied im Viertelfinale aus, Ernst im Halbfinale. Unger erreichte das Finale und wurde Siebter.

Athleten aus der Schweiz, Österreich und Liechtenstein nahmen nicht teil.

## Aktuelle Titelträger
| Olympiasieger 2000                      | Konstantinos Kenteris ( Griechenland) | 20,09 s | Sydney 2000        |
| Weltmeister 2003                        | John Capel ( USA)                     | 20,30 s | Paris 2003         |
| Europameister 2002                      | Konstantinos Kenteris ( Griechenland) | 19,85 s | München 2002       |
| Panamerikanischer Meister 2003          | Kenny Brokenburr ( USA)               | 20,42 s | Santo Domingo 2003 |
| Zentralamerika und Karibik-Meister 2003 | Dominic Demeritte ( Bahamas)          | 20,43 s | St. George’s 2003  |
| Südamerika-Meister 2003                 | Heber Viera ( Uruguay)                | 20,60 s | Barquisimeto 2003  |
| Asienmeister 2003                       | Fawzi al-Shammari ( Kuwait)           | 20,70 s | Manila 2003        |
| Afrikameister 2004                      | Joseph Batangdon ( Kamerun)           | 20,46 s | Brazzaville 2004   |
| Ozeanienmeister 2002                    | Peter Pulu ( Papua-Neuguinea)         | 21,39 s | Christchurch 2002  |

## Rekorde

### Bestehende Rekorde
| Weltrekord         | 19,32 s | Michael Johnson ( USA) | Finale OS Atlanta, USA | 1. August 1996 |
| Olympischer Rekord | 19,32 s | Michael Johnson ( USA) | Finale OS Atlanta, USA | 1. August 1996 |

Der bestehende olympische Rekord wurde bei diesen Spielen nicht erreicht. Die schnellste Zeit erzielte der US-amerikanische Olympiasieger Shawn Crawford mit 19,79 s im Finale am 26. August bei einem Rückenwind von 1,2 m/s. Den olympischen Rekord, gleichzeitig Weltrekord, verfehlte er dabei um 47 Hundertstelsekunden.

### Rekordverbesserungen
Es wurden zwei Landesrekorde aufgestellt:
- 20,40 s – Juan Pedro Toledo (Mexiko), erster Vorlauf am 24. August bei einem Rückenwind von 1,5 m/s
- 20,47 s – Matic Osovnikar (Slowenien), drittes Viertelfinale am 24. August bei einem Rückenwind von 0,5 m/s

## Doping
Die beiden griechischen Medaillenkandidaten Konstantinos Kenteris, unter anderem Weltmeister von 2001 über 200 Meter, und Ekaterini Thanou, unter anderem Europameisterin über 100 Meter, wurden am Vorabend vor der Eröffnungsfeier von einem griechischen Funktionär vor einer unangekündigten Dopingkontrolle gewarnt. Beide tauchten ab – um persönliche Sachen abzuholen, hieß es. Auch das Nachholen der Kontrolle zwei Stunden später war nicht möglich, die Ausrede lautete, es habe einen Motorradunfall gegeben, was sich als unwahr herausstellte. Bevor der Dopingtest eventuell doch noch in die Tat umgesetzt werden konnte, gaben sowohl Kenteris als auch Thanou ihre Akkreditierung für die Spiele zurück. Daraufhin erfolgte umgehend eine Sperre für zwei Jahre. Doch sieben Monate später sprach ein fünfköpfiges Gremium des griechischen Leichtathletikverbands beide Sportler frei. Als Schuldiger wurde Trainer Christos Tzekos ausgemacht. Er habe es versäumt, dafür zu sorgen, dass seine beiden Schützlinge zur Dopingkontrolle erscheinen. Der Motorradunfall fand keine Erwähnung. Bei einer Razzia in Tzekos’ Geschäftsräumen wurden rund 1500 Ampullen mit verbotenen Substanzen gefunden. Der Weltleichtathletikverband IAAF akzeptierte den Freispruch der Athleten nicht, die Sperre blieb in Kraft. Kenteris trat als Leistungssportler zurück, während Thanou bei den Olympischen Spielen 2008 antreten wollte. Doch die IAAF verweigerte ihre Akkreditierung. Im Mai 2011 wurden Thanou und Kenteris zu 31 Monaten Gefängnis mit Bewährung wegen Meineides verurteilt, von einem Berufungsgericht jedoch wieder freigesprochen.

## Vorrunde
Insgesamt wurden sieben Vorläufe absolviert. Für das Viertelfinale qualifizierten sich pro Lauf die ersten vier Athleten (hellblau unterlegt). Darüber hinaus kamen die vier Zeitschnellsten, die sogenannten Lucky Loser (hellgrün unterlegt), weiter.
Anmerkung: Alle Zeitangaben sind auf Ortszeit Athen (UTC+2) bezogen.

### Vorlauf 1

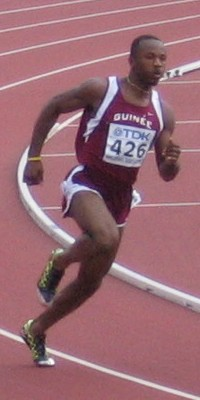
Nabie Foday Fofanah – ausgeschieden als Siebter des ersten Vorlaufs

24. August 2004, 10:35 Uhr
Wind: +1,5 m/s
| Platz | Name                   | Nation              | Zeit (s) | Anmerkung |
| ----- | ---------------------- | ------------------- | -------- | --------- |
| 1     | Stéphan Buckland       | Mauritius           | 20,29    |           |
| 2     | Francis Obikwelu       | Portugal            | 20,40    |           |
| 3     | Juan Pedro Toledo      | Mexiko              | 20,40    | NR        |
| 4     | Yang Yaozu             | Volksrepublik China | 20,59    |           |
| 5     | Johan Wissman          | Schweden            | 20,60    |           |
| 6     | Paul Brizzel           | Irland              | 21,00    |           |
| 7     | Nabie Foday Fofanah    | Guinea              | 21,45    |           |
| DNS   | Hamed Hamadan al-Bishi | Saudi-Arabien       |          |           |

### Vorlauf 2
24. August 2004, 10:41 Uhr
Wind: +1,4 m/s
| Platz | Name                 | Nation                   | Zeit (s) |
| ----- | -------------------- | ------------------------ | -------- |
| 1     | Shawn Crawford       | USA                      | 20,55    |
| 2     | Christopher Williams | Jamaika                  | 20,57    |
| 3     | Marcin Urbaś         | Polen                    | 20,71    |
| 4     | Darren Campbell      | Großbritannien           | 20,72    |
| 5     | Jaysuma Saidy Ndure  | Gambia                   | 20,78    |
| 6     | Leigh Julius         | Südafrika                | 20,80    |
| 7     | Geronimo Goeloe      | Niederländische Antillen | 21,09    |
| 8     | Basílio de Moraes    | Brasilien                | 21,14    |

### Vorlauf 3

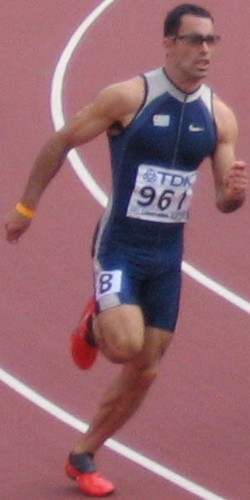
Heber Viera – ausgeschieden als Fünfter des dritten Vorlaufs
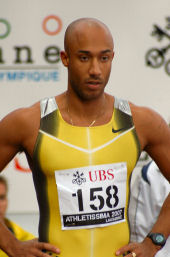
Christopher Lambert gab sein Rennen im dritten Vorlauf auf

24. August 2004, 10:47 Uhr
Wind: +2,0 m/s
| Platz | Name                | Nation         | Zeit (s) |
| ----- | ------------------- | -------------- | -------- |
| 1     | Frank Fredericks    | Namibia        | 20,54    |
| 2     | Malik Louahla       | Algerien       | 20,67    |
| 3     | David Canal         | Spanien        | 20,72    |
| 4     | Brian Dzingai       | Simbabwe       | 20,72    |
| 5     | Heber Viera         | Uruguay        | 20,94    |
| 6     | Oleg Sergejew       | Russland       | 20,95    |
| 7     | Mphelave Dlamini    | Swasiland      | 21,82    |
| DNF   | Christopher Lambert | Großbritannien |          |

### Vorlauf 4

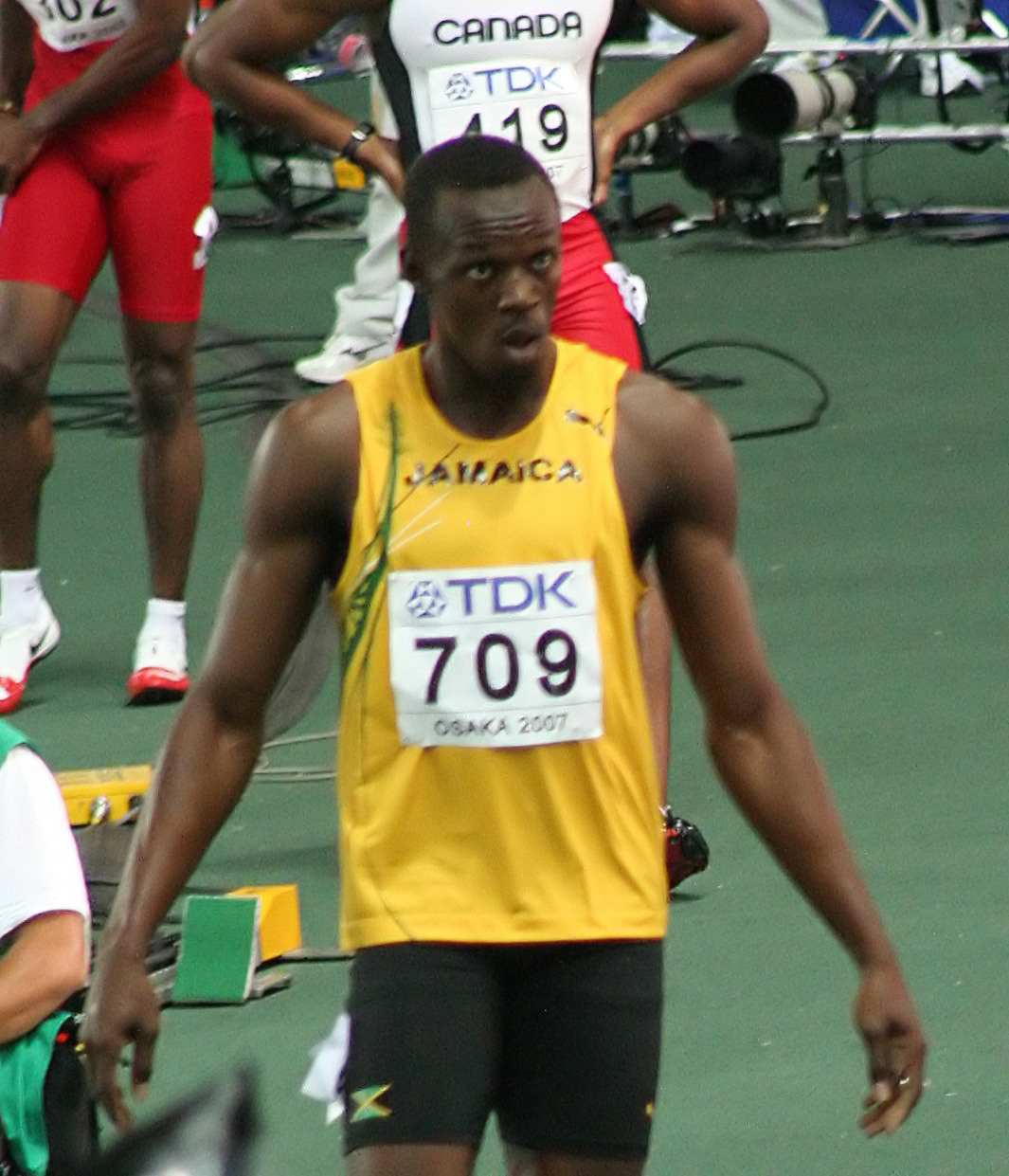
Dem gerade achtzehnjährigen Usain Bolt fehlten drei Hundertstelsekunden zum Erreichen des Viertelfinals

24. August 2004, 10:53 Uhr
Wind: ±0,0 m/s
| Platz | Name                       | Nation      | Zeit (s) |
| ----- | -------------------------- | ----------- | -------- |
| 1     | Marcin Jędrusiński         | Polen       | 20,63    |
| 2     | Tobias Unger               | Deutschland | 20,65    |
| 3     | Joseph Batangdon           | Kamerun     | 20,92    |
| 4     | Géza Pauer                 | Ungarn      | 21,02    |
| 5     | Usain Bolt                 | Jamaika     | 21,05    |
| 6     | Christian Nsiah            | Ghana       | 21,06    |
| 7     | Hamoud Abdallah al-Dalhami | Oman        | 21,82    |
| 8     | Ryo Matsuda                | Japan       | 24,59    |

### Vorlauf 5

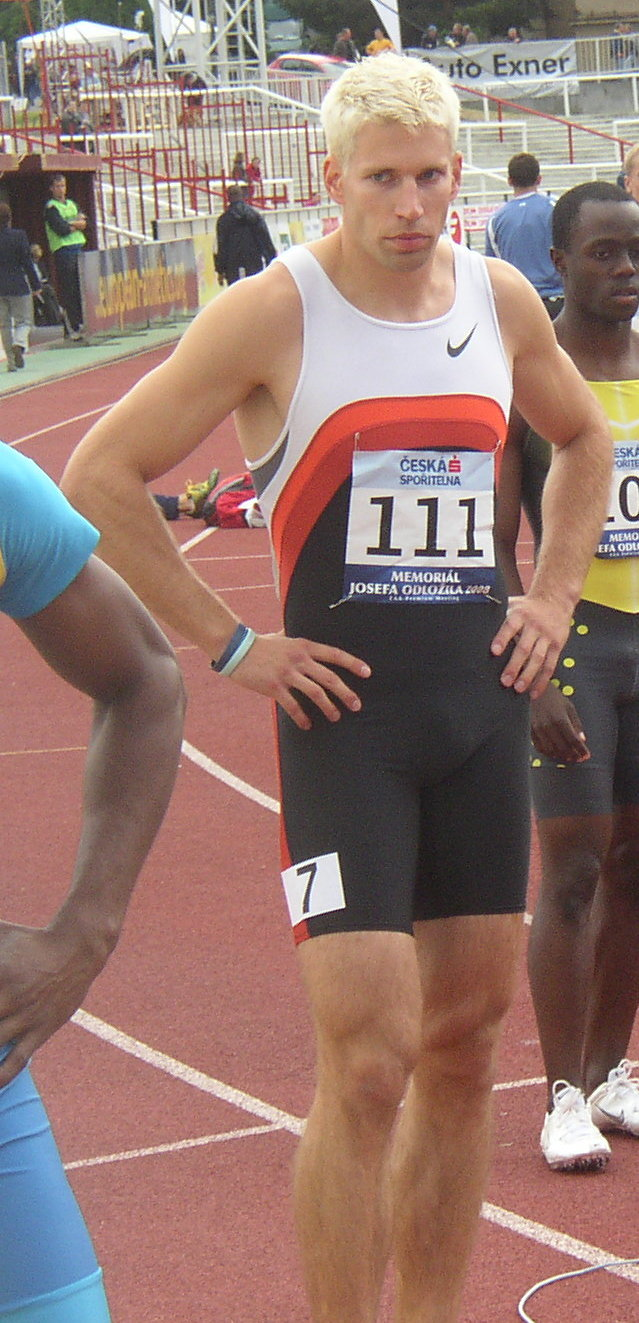
Jiří Vojtík – ausgeschieden als Fünfter des fünften Vorlaufs

24. August 2004, 10:59 Uhr
Wind: +2,2 m/s
| Platz | Name              | Nation                   | Zeit (s) |
| ----- | ----------------- | ------------------------ | -------- |
| 1     | Dominic Demeritte | Bahamas                  | 20,62    |
| 2     | Christian Malcolm | Großbritannien           | 20,62    |
| 3     | Panayiótis Sarrís | Griechenland             | 20,67    |
| 4     | Asafa Powell      | Jamaika                  | 20,77    |
| 5     | Jiří Vojtík       | Tschechien               | 20,79    |
| 6     | Dion Crabbe       | Britische Jungferninseln | 20,85    |
| 7     | Nazmizan Mohamad  | Malaysia                 | 21,24    |
| 8     | Adam Miller       | Australien               | 21,31    |

### Vorlauf 6
24. August 2004, 11:05 Uhr
Wind: +1,8 m/s
| Platz | Name                 | Nation       | Zeit (s) |
| ----- | -------------------- | ------------ | -------- |
| 1     | Bernard Williams     | USA          | 20,29    |
| 2     | Anastasios Gousis    | Griechenland | 20,44    |
| 3     | Andrew Howe          | Italien      | 20,55    |
| 4     | Matic Osovnikar      | Slowenien    | 20,57    |
| 5     | Till Helmke          | Deutschland  | 20,72    |
| 6     | Oumar Loum           | Senegal      | 20,97    |
| 7     | Anninos Markoullidis | Zypern       | 23,94    |

### Vorlauf 7
24. August 2004, 11:11 Uhr
Wind: ±0,0 m/s
| Platz | Name                  | Nation              | Zeit (s) |
| ----- | --------------------- | ------------------- | -------- |
| 1     | Sebastian Ernst       | Deutschland         | 20,47    |
| 2     | Justin Gatlin         | USA                 | 20,51    |
| 3     | Marco Torrieri        | Italien             | 20,68    |
| 4     | Cláudio Roberto Souza | Brasilien           | 20,70    |
| 5     | Brendan Christian     | Antigua und Barbuda | 20,71    |
| 6     | Shinji Takahira       | Japan               | 21,05    |
| 7     | Dadaş İbrahimov       | Aserbaidschan       | 21,60    |
| 8     | Russel Roman          | Palau               | 24,89    |

## Viertelfinale
In den vier Viertelfinalläufen qualifizierten sich pro Lauf die ersten drei Athleten (hellblau unterlegt) für das Halbfinale. Darüber hinaus kamen die vier Zeitschnellsten, die sogenannten Lucky Loser (hellgrün unterlegt), weiter.

### Lauf 1

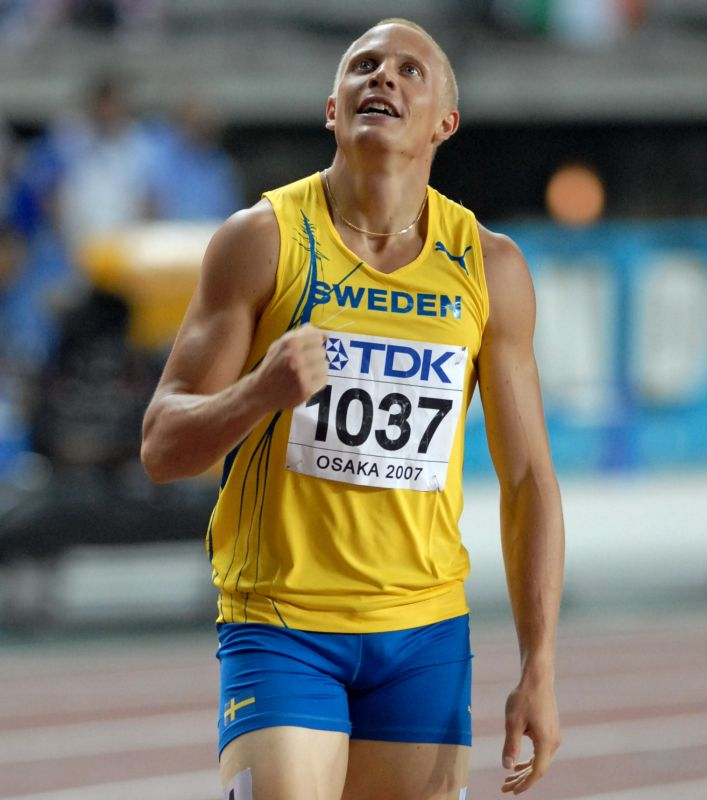
Johan Wissman – ausgeschieden als Fünfter des ersten Viertelfinals

24. August 2004, 20:00 Uhr
Wind: +1,1 m/s
| Platz | Name                 | Nation      | Zeit (s) |
| ----- | -------------------- | ----------- | -------- |
| 1     | Shawn Crawford       | USA         | 19,95    |
| 2     | Frank Fredericks     | Namibia     | 20,20    |
| 3     | Tobias Unger         | Deutschland | 20,30    |
| 4     | Christopher Williams | Jamaika     | 20,34    |
| 5     | Johan Wissman        | Schweden    | 20,74    |
| 6     | Géza Pauer           | Ungarn      | 20,90    |
| 7     | David Canal          | Spanien     | 21,18    |
| DNS   | Joseph Batangdon     | Kamerun     |          |

### Lauf 2

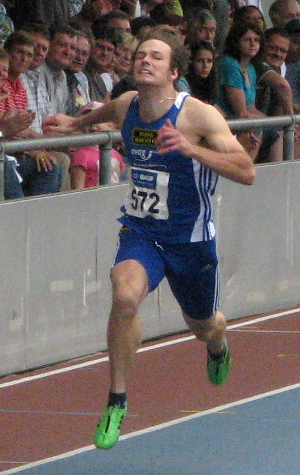
Till Helmke – ausgeschieden als Vierter des zweiten Vorlaufs
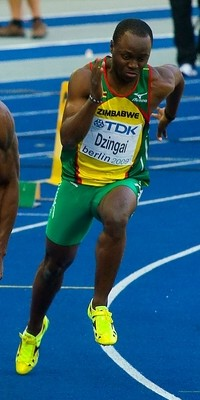
Brian Dzingai – ausgeschieden als Fünfter des zweiten Vorlaufs

24. August 2004, 20:07 Uhr
Wind: +0,2 m/s
| Platz | Name               | Nation              | Zeit (s) |
| ----- | ------------------ | ------------------- | -------- |
| 1     | Bernard Williams   | USA                 | 20,40    |
| 2     | Anastasios Gousis  | Griechenland        | 20,46    |
| 3     | Marcin Jędrusiński | Polen               | 20,55    |
| 4     | Till Helmke        | Deutschland         | 20,76    |
| 5     | Brian Dzingai      | Simbabwe            | 20,87    |
| 6     | Marco Torrieri     | Italien             | 20,89    |
| 7     | Malik Louahla      | Algerien            | 20,93    |
| 8     | Yang Yaozu         | Volksrepublik China | 21,03    |

### Lauf 3

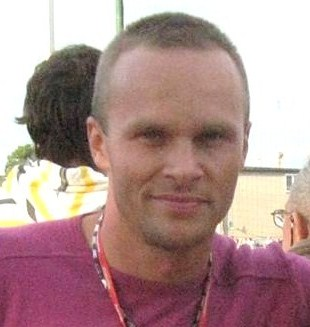
Marcin Urbaś gab sein Viertelfinalrennen auf

24. August 2004, 20:14 Uhr
Wind: +0,5 m/s
| Platz | Name              | Nation              | Zeit (s) | Anmerkung |
| ----- | ----------------- | ------------------- | -------- | --------- |
| 1     | Justin Gatlin     | USA                 | 20,03    |           |
| 2     | Asafa Powell      | Jamaika             | 20,23    |           |
| 3     | Sebastian Ernst   | Deutschland         | 20,36    |           |
| 4     | Matic Osovnikar   | Slowenien           | 20,47    | NR        |
| 5     | Christian Malcolm | Großbritannien      | 20,56    |           |
| 6     | Dominic Demeritte | Bahamas             | 20,61    |           |
| 7     | Brendan Christian | Antigua und Barbuda | 20,63    |           |
| DNF   | Marcin Urbaś      | Polen               |          |           |

### Lauf 4

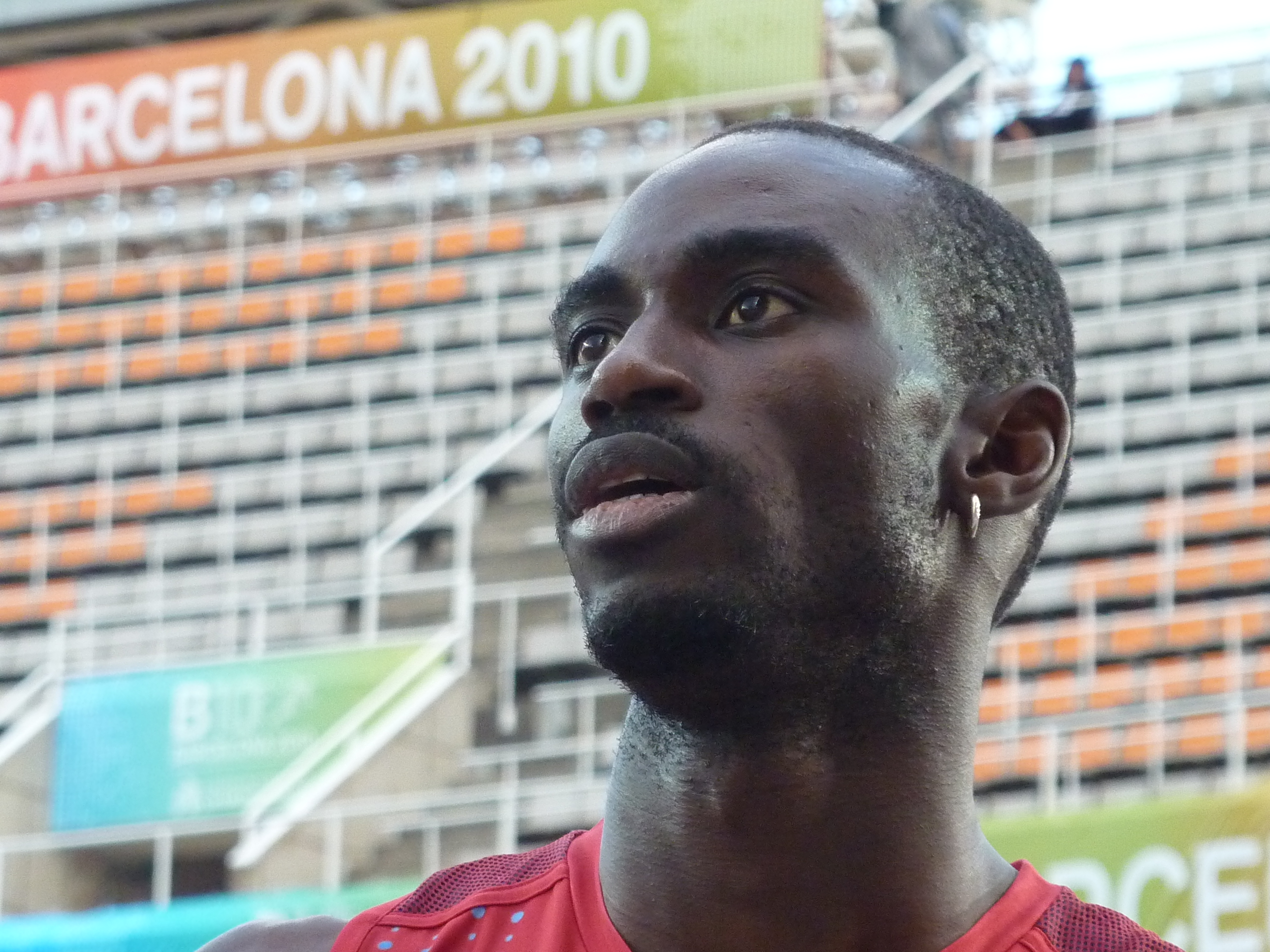
Jaysuma Saidy Ndure – ausgeschieden als Sechster des vierten Vorlaufs
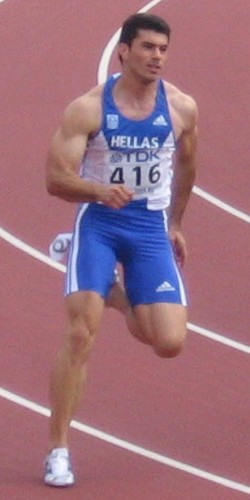
Panayiótis Sarrís – ausgeschieden als Siebter des vierten Vorlaufs
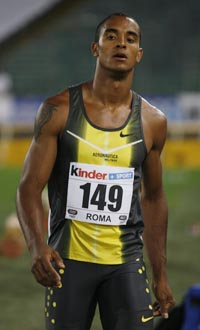
Andrew Howe – ausgeschieden als Achter des vierten Vorlaufs

24. August 2004, 20:21 Uhr
Wind: +0,1 m/s
| Platz | Name                  | Nation         | Zeit (s) |
| ----- | --------------------- | -------------- | -------- |
| 1     | Francis Obikwelu      | Portugal       | 20,33    |
| 2     | Stéphane Buckland     | Mauritius      | 20,36    |
| 3     | Juan Pedro Toledo     | Mexiko         | 20,43    |
| 4     | Darren Campbell       | Großbritannien | 20,59    |
| 5     | Cláudio Roberto Souza | Brasilien      | 20,64    |
| 6     | Jaysuma Saidy Ndure   | Gambia         | 20,73    |
| 7     | Panayiótis Sarrís     | Griechenland   | 20,92    |
| 8     | Andrew Howe           | Italien        | 21,17    |

## Halbfinale
Für das Finale qualifizierten sich in den beiden Läufen die jeweils ersten vier Läufer (hellblau unterlegt).

### Lauf 1

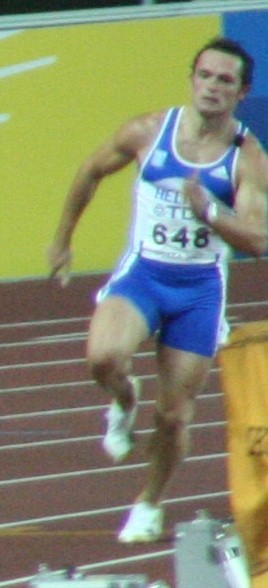
Anastasios Gousis – ausgeschieden als Fünfter des ersten Halbfinals
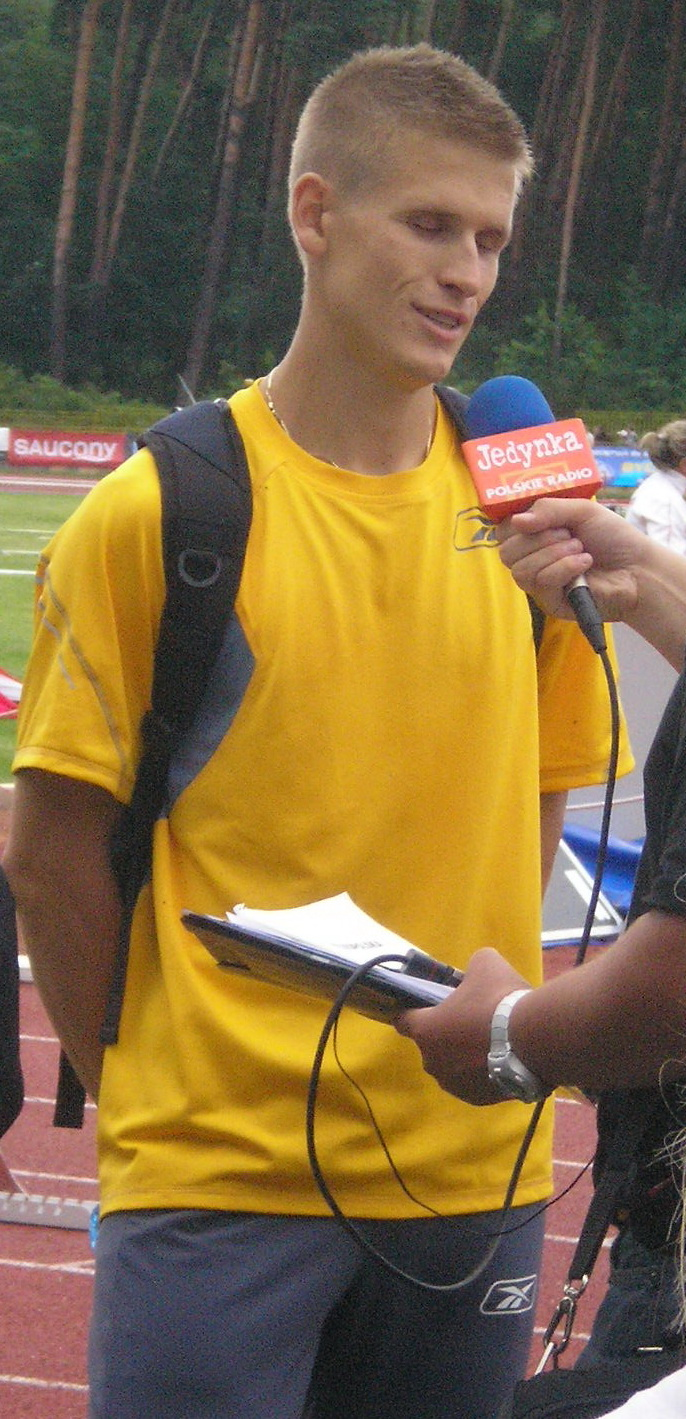
Marcin Jędrusiński – ausgeschieden als Sechster des ersten Halbfinals
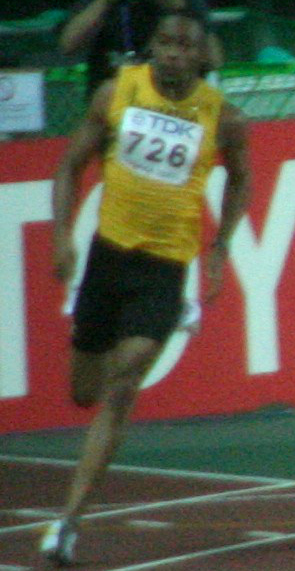
Christopher Williams – ausgeschieden als Siebter des ersten Halbfinals
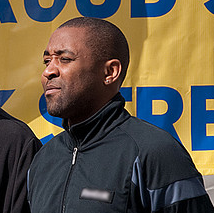
Darren Campbell – ausgeschieden als Achter des ersten Halbfinals

25. August 2004, 22:50 Uhr
Wind: −0,1 m/s
| Platz | Name                 | Nation         | Zeit (s) |
| ----- | -------------------- | -------------- | -------- |
| 1     | Shawn Crawford       | USA            | 20,05    |
| 2     | Bernard Williams     | USA            | 20,18    |
| 3     | Frank Fredericks     | Namibia        | 20,43    |
| 4     | Tobias Unger         | Deutschland    | 20,54    |
| 5     | Anastasios Gousis    | Griechenland   | 20,68    |
| 6     | Christopher Williams | Jamaika        | 20,80    |
| 7     | Marcin Jędrusiński   | Polen          | 20,81    |
| 8     | Darren Campbell      | Großbritannien | 20,89    |

### Lauf 2

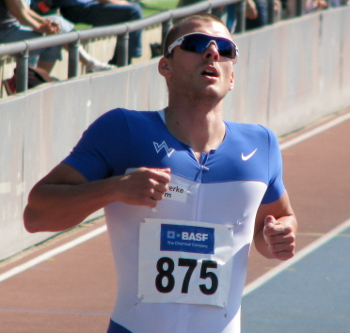
Sebastian Ernst – ausgeschieden als Fünfter des zweiten Vorlaufs
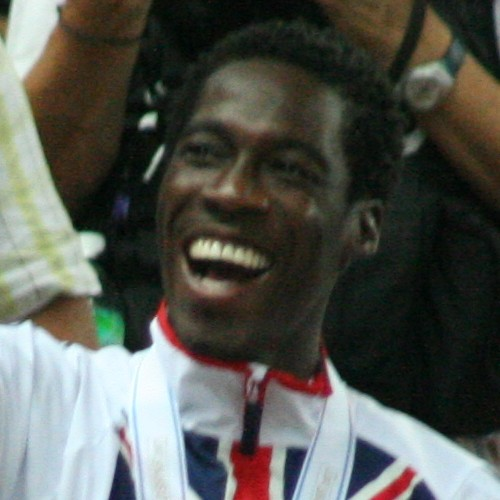
Christian Malcolm – ausgeschieden als Siebter des zweiten Vorlaufs
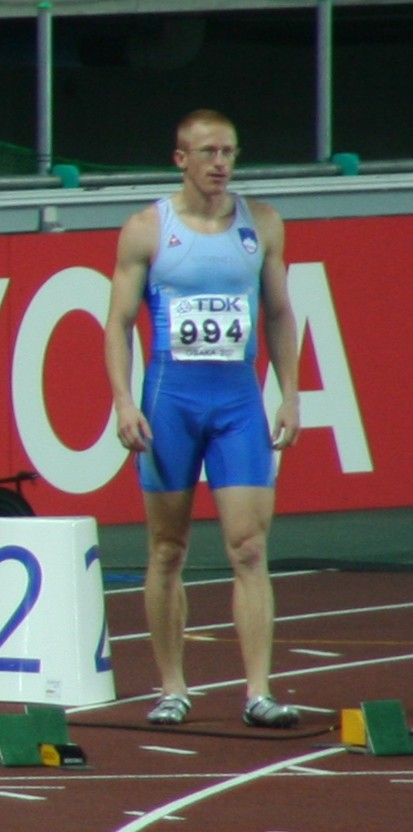
Matic Osovnikar – ausgeschieden als Achter des zweiten Vorlaufs

25. August 2004, 22:58 Uhr
Wind: +0,2 m/s
| Platz | Name              | Nation         | Zeit (s) |
| ----- | ----------------- | -------------- | -------- |
| 1     | Justin Gatlin     | USA            | 20,35    |
| 2     | Francis Obikwelu  | Portugal       | 20,36    |
| 3     | Stéphane Buckland | Mauritius      | 20,37    |
| 4     | Asafa Powell      | Jamaika        | 20,56    |
| 5     | Sebastian Ernst   | Deutschland    | 20,63    |
| 6     | Juan Pedro Toledo | Mexiko         | 20,64    |
| 7     | Christian Malcolm | Großbritannien | 20,77    |
| 8     | Matic Osovnikar   | Slowenien      | 20,89    |

## Finale
26. August 2004, 22:50 Uhr
Wind: +1,2 m/s
| Platz | Name              | Nation      | Zeit (s) | Anmerkung                     |
| ----- | ----------------- | ----------- | -------- | ----------------------------- |
| 1     | Shawn Crawford    | USA         | 19,79    |                               |
| 2     | Bernard Williams  | USA         | 20,01    |                               |
| 3     | Justin Gatlin     | USA         | 20,03    |                               |
| 4     | Frank Fredericks  | Namibia     | 20,14    |                               |
| 5     | Francis Obikwelu  | Portugal    | 20,14    |                               |
| 6     | Stéphane Buckland | Mauritius   | 20,24    |                               |
| 7     | Tobias Unger      | Deutschland | 20,64    |                               |
| DNS   | Asafa Powell      | Jamaika     |          | verletzungsbedingt kein Start |

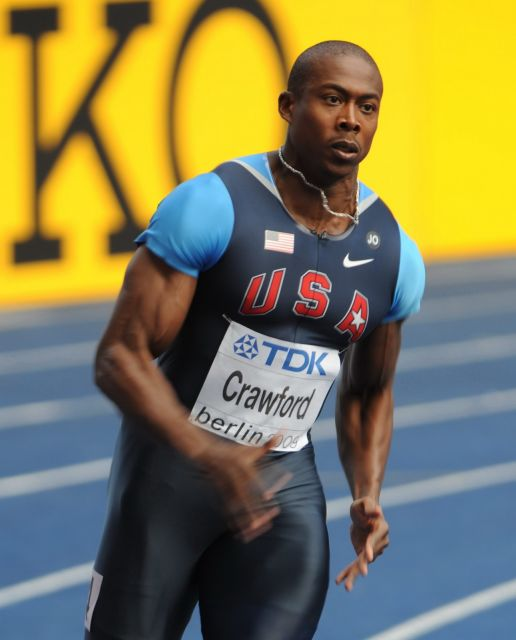
Olympiasieger Shawn Crawford

Für das Finale hatten sich alle drei US-Amerikaner qualifiziert. Komplettiert wurde das Finalfeld durch je einen Starter aus Deutschland, Mauritius, Namibia und Portugal. Der Jamaikaner Asafa Powell trat verletzungsbedingt nicht an.
Als Favoriten galten die drei US-Läufer Justin Gatlin, der bereits den 100-Meter-Lauf gewonnen hatte, Shawn Crawford und Bernard Williams sowie Frank Fredericks aus Namibia, Silbermedaillengewinner von 2000. Der Olympiasieger von 2000 und Weltmeister von 2001 Konstantinos Kenteris aus Griechenland war zusammen mit seiner Mannschaftskameradin Ekaterini Thanou wegen Verstößen gegen die Antidopingbestimmungen von den Spielen ausgeschlossen – siehe dazu Ausführungen im Abschnitt "Doping" oben.
Das Rennen wurde im Hinblick auf die Begleitumstände zu einem der außergewöhnlichsten Wettkämpfe der Spiele in Athen. Der Start verzögerte sich, da das Publikum durch lautstarke Äußerungen keinen geordneten Wettkampfablauf zuließ. Damit wollten die Zuschauer gegen die Turbulenzen um "ihren" Sprintstar Konstantinos Kenteris protestieren, der nach verweigerten Dopingproben nicht starten durfte. Frank Fredericks aus Namibia, mit 36 Jahren der älteste Teilnehmer im Starterfeld, versuchte das Publikum mit beschwichtigenden Gesten zu beruhigen, was allerdings erst nach längerer Zeit gelang.
Im Finalrennen lag Crawford eingangs der Zielgeraden knapp in Führung, gefolgt von Gatlin und Williams. Shawn Crawford konnte sich von Gatlin absetzen und zum Olympiasieg laufen. Zwischen Gatlin und Williams blieb es bis zum Schluss sehr eng. Auf den letzten zehn Metern fing Williams seinen Mannschaftskollegen noch hauchdünn ab. Bernard Williams gewann somit Silber und Justin Gatlin Bronze. Auf Platz vier lag bis kurz vor dem Ziel der Portugiese Francis Obikwelu, Silbermedaillengewinner über 100 Meter. Doch Frank Fredericks lief eine sehr schnelle Schlussgerade und wurde so noch Vierter zeitgleich mit Francis Obikwelu auf Platz fünf.
Im 24. olympischen Finale gewann Shawn Crawford die siebzehnte Goldmedaille für die USA im 200-Meter-Lauf. Es war der vierte Dreifacherfolg für die Vereinigten Staaten in dieser Disziplin.

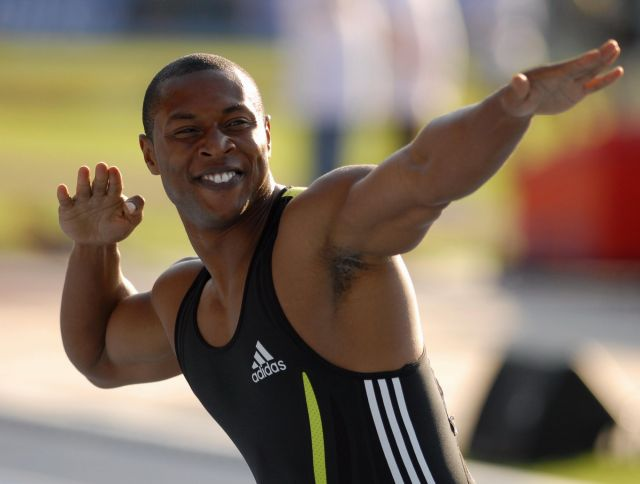
Silbermedaillengewinner Bernard Williams
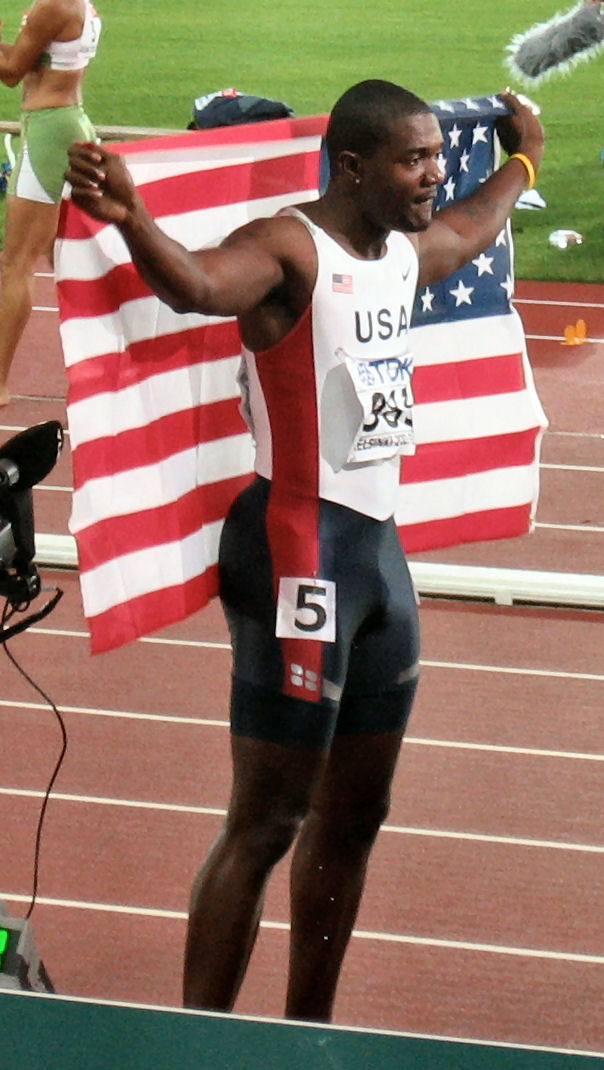
Bronzemedaillengewinner Justin Gatlin
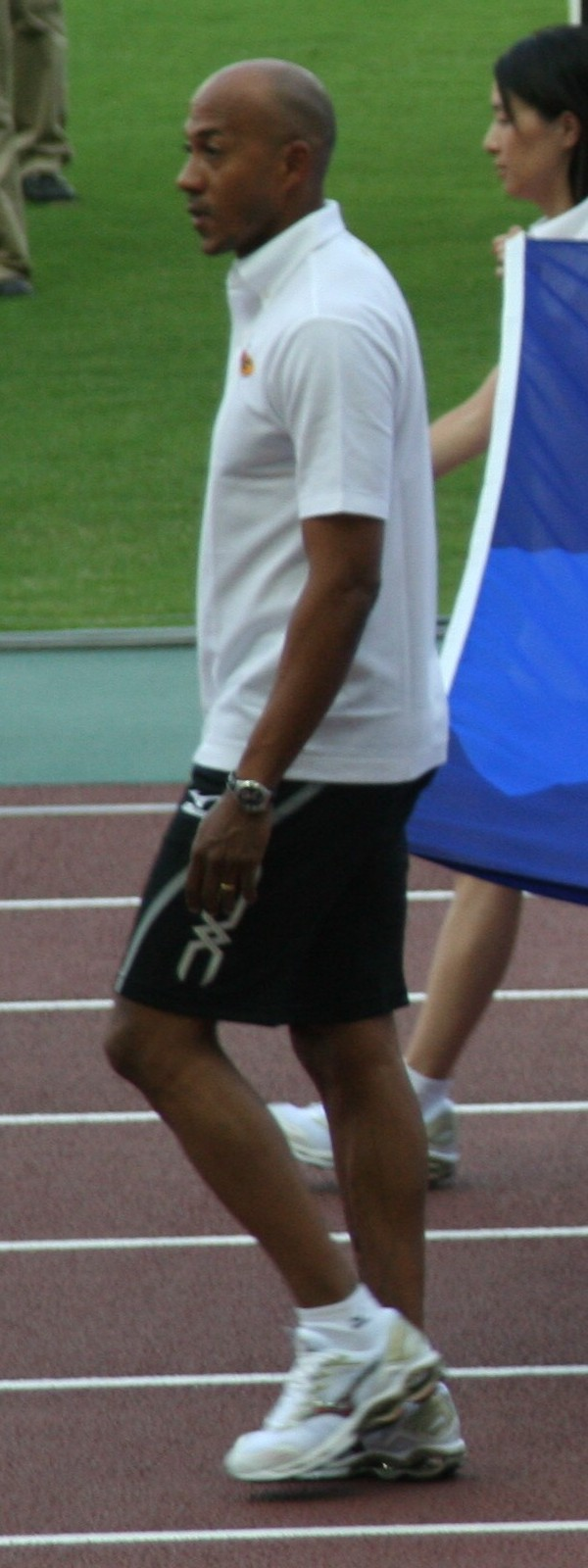
Rang vier für Frank Fredericks
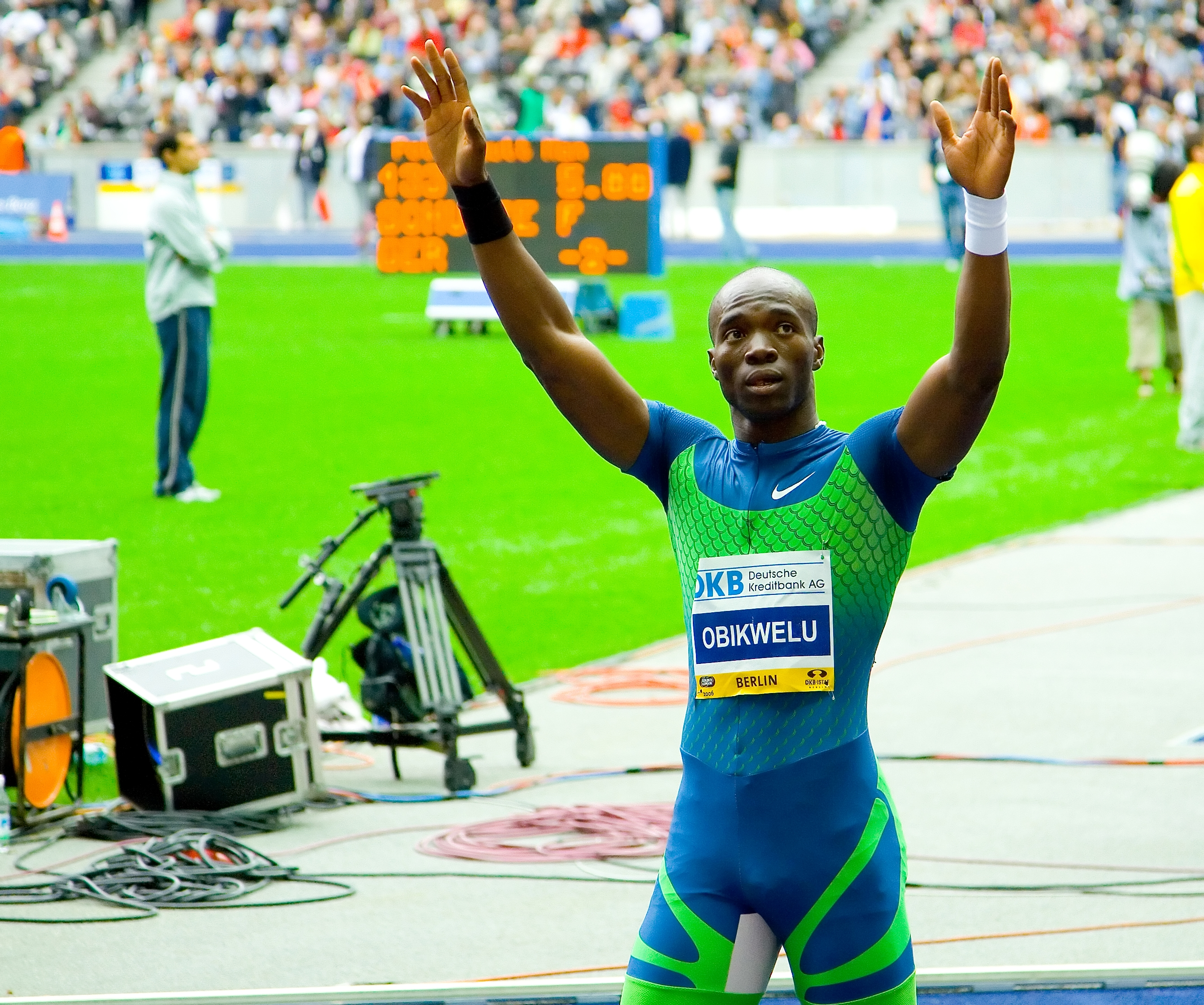
Francis Obikwelu belegte Rang fünf

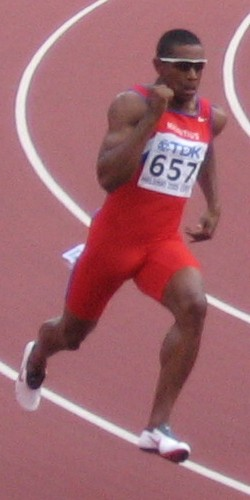
Stéphane Buckland kam im Finale auf den sechsten Platz
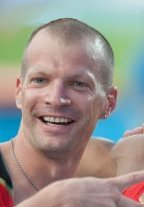
Tobias Unger wurde Olympiasiebter
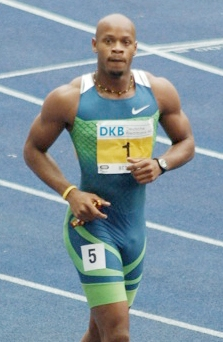
Asafa Powell trat im Finale verletzungsbedingt nicht an

## Video
- Olympic 200m Mens Final 2004 Athens, youtube.com, abgerufen am 13. Februar 2022